# Amalric II de Toulouse-Lautrec
Amalric II de Toulouse-Lautrec (1295 - 1343) ou Amalric II de Lautrec, est vicomte de Lautrec, de 1327 à sa mort. Il est aussi seigneur puis baron de Montredon, et seigneur de La Mortinié.

## Biographie
Amalric II de Toulouse-Lautrec est membre de la famille de Lautrec, en tant que fils aîné du vicomte Pierre III de Lautrec et de Ermenjard de Bruniquel. Ses frères cadets sont Guy de Toulouse-Lautrec ( - 1354), comte du Caylar et Bérenger de Toulouse-Lautrec, seigneur de Saint Germier. Il conserve le nom de Toulouse-Lautrec, pris par son père. Celui-ci se basait sur  une légende, prouvée comme étant fausse, qui le ferait descendre de la lignée des comtes de Toulouse, en l’occurrence car son ancêtre Sicard VI serait le fils de Baudouin de Toulouse. À la mort de son père en 1327, Amalric II n'hérite que d'un seul huitième de la vicomté de Lautrec, et partage le reste avec certains de ses cousins.
Amalric II de Toulouse-Lautrec meurt finalement en 1327.

## Mariage et postérité
Amalric II de Toulouse-Lautrec épouse une membre de la famille de Pons, union dont est issu :
- Pierre IV de Toulouse-Lautrec, vicomte de Lautrec à sa suite.
- Amalric III de Toulouse-Lautrec (différent du vicomte Amalric III de Lautrec), seigneur de Puechmignon[5].

Il est l'ancêtre du célèbre peintre Henri de Toulouse-Lautrec.